# История Забайкальского края
Забайкальский край образован 1 марта 2008 года в результате объединения Читинской области и Агинского Бурятского автономного округа.

## Древнейшая история
Долгое время в регионе проживали неандертальцы, о чём свидетельствуют археологические памятники культуры мустье, расположенные в долинах рек Чикой (Коврижка, Приисковое, Усть-Менза-5, Усть-Менза 15) и Ингоды в окрестностях Читы (Сухотино-1).
Большее количество изученных древних поселений относятся к верхнему палеолиту (35—11 тыс. л. н.).
Одним из примечательных является поселение Толбага в долине реки Хилок. Поселение Толбага в Петровск-Забайкальском районе функционировало в конце малохетского потепления 34 860±2100 лет назад. Толбага вместе с памятниками Мастерова Гора в Хилокском районе, Арта-2,3 в Улётовском районе, Варварина Гора, Каменка − комплекс А и Подзвонкая в Бурятии позволяет выделить толбагинскую культуру. Антиподом для ранней поры позднего палеолита в Забайкалье при сравнении характера каменной индустрии является куналейская культура, так как толбагинцы изготавливали орудия в основном из пластин, а куналейцы — в основном из отщепов. В Забайкальском крае к куналейской культуре отнесены нижние культурные горизонты (3-7) поселения Читкан в Баргузинском районе. Так же широко известны поселения Студёное и Усть-Менза в Красночикойском районе, Сухотино-4 на Титовской сопке в Ингодинском районе Читы. Во время среднего верхнего палеолита (25—18 тыс. л. н., поселения Читкан, Усть-Менза-2, Студёное-2, Мастеров Ключ, Мельничное-1, Танга) зарождается техника торцового микронуклеуса, но при этом большинство орудий изготавливается из пластин и отщепов. Во время позднего верхнего палеолита в Забайкалье расцветает техника микронуклеуса, что солидарно по уровню развития с ангарскими, енисейскими и якутскими памятниками. Найдено множество микропластин, предназначенный для вкладышевых орудий, а на поселении Студёное-1 найдена основа вкладышевого ножа длиной 26,8 см. В Забайкальском крае к этому периоду относятся студёновская и сухотинская культуры. Студёновская культура представлена на Чикое и Мензе памятниками Студёное-1,2, Усть-Менза-1,2,3,4 и др. на которых почти нет бифасов. Сухотинская культура (хэнгэрэктэ-сухотино) представлена на Ингоде базовым памятником Сухотино-4, на котором использовалась бифасиальная техника в сочетании с развитой микропластинчатой техникой, а вместе с тем — с широким представительством орудий из отщепов и реже − пластин, и местонахождением Уненкер в нижней части долины Ингоды. На поселении Студёное-2 найден богато орнаментированный «жезл начальника» из отростка рога северного оленя и костяная скульптура головы лося. На поселении Сухотино-4 найдено гравированное ребро сайги с изображением жилищ-чумов и скульптурное изображение мамонта из камня.
Древнейшая керамическая посуда (12 тыс. л. н.) обнаружена на памятниках усть-каренгской культуры. На поселении Усть-Каренга, расположенном в бассейне Верхнего Витима в Забайкалье, керамика по калиброванным датам относится к периоду от 12 288 до 9678 лет до нашей эры.
К новокаменному веку (неолит, 7 тыс. лет назад) относятся поселения Чиндант и Арын-Жалга на реке Онон, Дарасун на Ингоде, Усть-Менза и Студёное на Чикое и Алтан на Мензе. В это время наряду с охотой и рыболовством из Китая приходит земледелие.
У мужчины brn008 (7461—7324 л. н.) из неолитического погребения 1 могильника «Ивестковая-1» в пади Известковой (долина реки Куэнга) определена Y-хромосомная гаплогруппа N1a1>N-L708* и митохондриальная гаплогруппа D4ak. У образца brn003 (6640—6469 л. н.) с ручья Кадалинка (впадает в озеро Кенон в черте Читы) определили Y-хромосомную гаплогруппу N1a1>N-M2126* и митохондриальную гаплогруппу D4*. У образца brn001 (5474—5312 лет до н. э., KuengaRiver_N) с участка Известковая-1 определили митохондриальную гаплогруппу A.
Концом III — началом II тыс. до н. э. датируется энеолитическая стоянка «Подгорная» долине Куэнги в пади Подгорной.
Вплоть до присоединения Забайкалья к России, история его южной части тесно связана с кочевым скотоводством. Племена, проживавшие здесь, создали так называемую культуру плиточных могил эпохи бронзы и железа. «Плиточники» проживали на всей территории современной Монголии: от Алтая до Хингана с запада на восток и от Байкала до предгорий Нань-Шаня с севера на юг. Монгольские учёные считают, что эта культура принадлежала к протомонголам.
Первым народом, обитавшим в Забайкалье, о котором многое известно как из археологических находок, так и из письменных источников (в основном, китайских) был кочевой народ хунну (209 год до н. э. — 93 год н. э.), создавший обширное государство в центральноазиатских степях, с распадом которого бывшие хуннские земли перешли под контроль монголоязычных Сяньби (93—234) и Жужаньского каганата (330—555).

## Средние века
В VI—IX веках в Забайкалье жили тюрки-уйгуры.
Могильники «Подгорная» и «Ивестковая-2» в долине реки Куэнга относятся к бурхотуйской культуре (VI—IX века).
В X—XII веках южная часть региона оказалась в составе государства монгольских племён киданей. Государство это известно как империя Ляо. Известнейшими памятниками этих времён являются некрополь в Ильмовой пади, Кокуйское городище и Вал Чингисхана.
В XIII веке тайджиут-монголы жили в южной части нынешнего Забайкальского края. Джалаир-монголы проживали по реке Онон. Южная часть Забайкальского края и монгольский аймак Хэнтий были центром Хамаг-Монгольского ханства.
В 1206 году на курултае великим ханом Монгольского государства, был провозглашён Тэмуджин, принявший новое имя Чингисхан. Территория края составляла неотъемлемую часть империи. От монголов в крае осталось немало памятников. Среди них — города, дворцы, усадьбы, такие памятники, как Чингисов камень, Чаша Чингисхана, Ворота Чингисхана. При этом, эти памятники никакого отношения непосредственно к самому Чингисхану не имеют, но являются неотъемлемой частью множества легенд.
Коренной народ Забайкалья, проживающий здесь ещё с времен неолита, это эвенки. Они исповедовали шаманизм и сохраняли патриархально-родовые отношения.
Во времена монголов большая часть тунгусов находилась под управлением княжеского рода Гантимуровых.
В XIV веке Монгольская империя распалась на отдельные государства. До середины XVII века монголоязычные дауры (вместе с подгруппой гогули) жили в долине реки Шилка, в верховьях Амура и на реке Зея. Их территория граничила с землями дючеров, живших по Амуру к востоку от Зеи. По названию этого народа, регион их проживания в то время был назван русскими землепроходцами Даурией. Территория современного Забайкальского края вплоть до XVII века являлась частью Монгольского государства Северная Юань.

## Освоение края русскими поселенцами
С середины XVII века Забайкалье вошло в состав Российского государства. Первые землепроходцы пересекали Даурию (так называли земли за Байкалом) по рекам. Буряты и тунгусы, после длительного сопротивления, признавали новую власть и платили русской казне ясак. В Забайкалье появился ряд острогов: Усть-Стрелочный, Иргенский, Нерчинский, Телембинский, Еравнинский, Аргунский, Сретенский. Начиная с 1704 года появились Нерчинский, Шилкинский, Газимурский и другие сереброплавильные заводы. В XVIII веке население края быстро росло за счёт притока поселенцев и отправки на рудники преступников. Большую роль в развитии края сыграли и ссыльные участники декабрьского восстания. В 1851 году была образована Забайкальская область. В этом же году с целью укрепления границы создано Забайкальское казачье войско, численностью более 3,5 тысяч человек. В конце XIX века в области началось железнодорожное строительство. Поднялась промышленность, росли и появлялись новые города и населённые пункты.

## События XX века
В начале XX века в Забайкалье приходят революционные настроения, вызванные русско-японской, Первой мировой войнами. После Октябрьской революции с 16 февраля 1918 года в Чите установилась Советская власть. На начальном этапе Гражданской войны в конце августа 1918 года власть Советов была ликвидирована объединёнными силами белых, казаков и чехословаков. На территории края была образована Забайкальская Казачья Республика. В то же время развернулось широкое партизанское движение. В апреле 1920 года на территории Забайкалья и Дальнего Востока была создана Дальневосточная Республика, с центром в Верхнеудинске, а затем в Чите, просуществовавшая до ноября 1922 года.
15 ноября 1922 года Дальневосточная республика вошла в состав РСФСР в качестве Дальневосточной области со столицей в Чите. Приход советской власти в Забайкалье ознаменовался строительством социалистического общества, национализацией предприятий, коллективизацией сельского хозяйства, культурной революцией. В 1935 году с целью усиления военного потенциала был создан Забайкальский военный округ (ЗабВО). В годы Великой Отечественной войны в армию были призваны десятки тысяч забайкальцев. В связи с угрозой нападения Квантунской армии Японии, на базе ЗабВО был создан Забайкальский фронт. В 1943 году в области работало 37 эвакогоспиталей. В 1945 году, после разгрома фашистской Германии, начались военные действия против Японии. Руководство проводилось из военного санатория Молоковка. Эта война стала тяжелейшей для народа.
После войны, в связи с засухой 1946 года и отсутствием крупной промышленности стоял голод. До 1949 года область восстанавливали 77 тысяч японских военнопленных. Полностью экономика была восстановлена к 1950 году. До 1990-х годов в регионе возникло множество различных предприятий. Среди них горные комбинаты в Первомайском, Краснокаменске, Орловске и Жирекене, Читинская ГРЭС, КСК, угольный разрез «Харанорский», заканчивается строительство Байкало-Амурской магистрали.

## Постсоветский период
В 1990-е годы произошли резкое сокращение промышленного и сельскохозяйственного производства и падение уровня жизни населения. Закрывались детские сады, лагеря, спортивные учреждения, прекратили существование Петровск-Забайкальский металлургический завод, Читинский комвольно-суконный комбинат. С развалом лесной отрасли начались массовые незаконные вырубки леса и колоссальные поставки непереработанной древесины в Китай. Агинский Бурятский автономный округ с 31 марта 1992 года стал самостоятельным субъектом Российской Федерации. Экономику удалось стабилизировать только к концу 1990-х годов. В 2000-е годы велось строительство второго пути Южного хода, а на сегодняшний день ведётся его электрификация. Ведётся строительство железнодорожной ветки Нарын — Лугокан.
В 2004 году в ходе визита в Китай В. В. Путин принял окончательное решение о передаче китайцам половины Большого острова на реке Аргунь.
1 марта 2008 года на территории Читинской области и АБАО возник новый субъект федерации — Забайкальский край. Так же на юго-востоке Забайкальского края планируется строительство и открытие двух новых крупных ГОКов: Быстринского и Бугдаинского.